# 鈴鹿御前

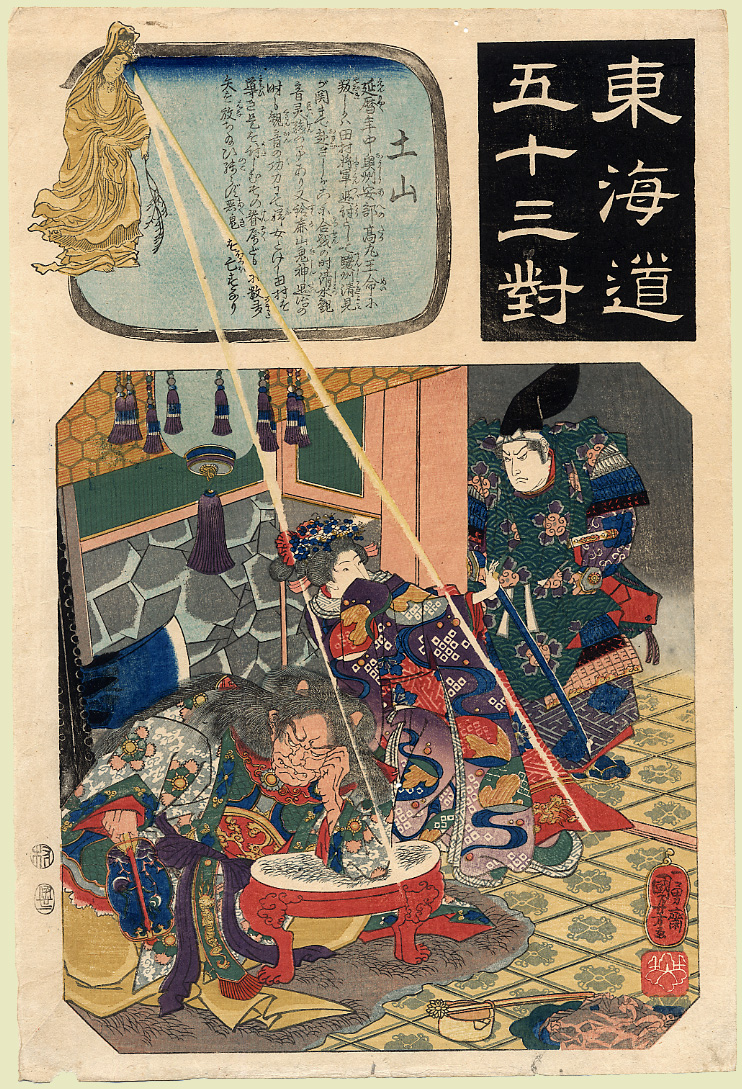
歌川国芳画『東海道五十三対 土山』 左より鈴鹿山の鬼神、鈴鹿御前、坂上田村麻呂

鈴鹿御前（すずかごぜん）は、伊勢国と近江国の国境にある鈴鹿山に住んでいたという伝承上の女神・天女。鈴鹿姫・鈴鹿大明神・鈴鹿権現・鈴鹿神女などとも記されている。後世には鈴鹿山の盗賊立烏帽子（たてえぼし）とも同一視され、女盗賊・鬼・天の魔焰（第六天魔王もしくは第四天魔王の娘）とも記される。その正体は伝承や文献により様々である。
室町時代以降の伝承はそのほとんどが田村語り並びに坂上田村麻呂伝説と深く関係し、平安時代の征夷大将軍としても高名な大納言坂上田村麻呂ないし彼をモデルとした伝承上の人物・坂上田村丸と夫婦となって娘の小りんにも恵まれる。
ここでは「立烏帽子」についても記述する。

## 歴史

### 鈴鹿峠の信仰
もとは鈴鹿山の神を鈴鹿姫と称して鈴鹿峠の東西や峠上に祀っていたものと考えられている。鈴鹿の地は斎王の群行が途中に設けた鈴鹿郡の頓宮が置かれ、豊かな水に恵まれていたことから斎宮が禊を行う鈴鹿禊の聖地であり、のちに巫覡の徒（修験山伏・陰陽師・巫女）が祓えをおこなった神聖な地となった。
山田雄司は、のちに斎王群行が鈴鹿峠を越えるようになると伝説的斎王とされた倭姫命を鈴鹿姫とみなして祀るようになっていったものと推測している。

### 鈴鹿山の立烏帽子
三重県亀山市と滋賀県甲賀市の境に位置する鈴鹿峠に東海道の鈴鹿関が置かれ、東山道の不破関・北陸道の愛発関とともに三関と呼ばれた。鈴鹿峠は畿内と伊勢や東国を結ぶ重要な役割を果たしたことで、往来する旅人や物資を目当てとした盗賊が跳梁跋扈したことが記録や説話に記されている。特に伊勢国は水銀の産地として有名で、『今昔物語集』では水銀商人80余人が盗賊に襲われたが、日頃から恩を施していた蜂が飛んできて盗賊を刺したおかげで難を逃れたなどと記されている。藤原千方の四鬼の説話なども伝わっているように、鈴鹿山は鬼の棲家として知られていた。
鈴鹿山の立烏帽子に関する最古の記録は平安時代末期の治承3年（1179年）頃に平康頼が記した仏教説話集『宝物集』で、「コノ世ニモ ナラサカノカナツフテ、スゝカ山ノ タチエホウシ ナト申物侍ケリ、ヒタカノ禅師海之羊ミナト申ケルヌスヒトヽモ、イツレカツヒニヨクテ侍ル、手キラレクヒキラレ、ヒトヤニヰテカナシキメヲノミコソハミナミル事ニテ侍メレ、」とある。ここでは奈良坂のかなつぶてと同じく鈴鹿山の立烏帽子という盗賊が処刑されたことを記している。
この立烏帽子について、鎌倉時代初期の承久の乱（1221年）前後に成立したとみられる『保元物語』では、伊賀国住人山田小三郎是行が、祖父・行秀が立烏帽子を捕縛して天皇に献上したと名乗りをあげている。
御成敗式目追加法では、延応元年7月26日（ユリウス暦1239年8月26日）付で鈴鹿山と大江山の盗賊について、近辺の地頭が責任者として鎮圧させるよう伝達されている。
建長6年（1254年）成立の『古今著聞集』には、強盗を捕らえた検非違使別当藤原隆房が27、8歳の見目麗しい女官が強盗の正体であったことに驚き「昔こそ鈴香山の女盗人とて言ひ伝へたるに」と、かつて鈴鹿山にも女盗賊がいたことを回想する記述が見られる。隆房が検非違使別当であった時期は1183年から1191年であり、この『古今著聞集』とあまり時期の離れない『宝物集』や『保元物語』の盗賊立烏帽子と『古今著聞集』の鈴鹿山の女盗賊が次第に同一人物とされたことで、女盗賊としての立烏帽子へと繋がっていく。
『弘長元年十二月九日公卿勅使記』では、鈴鹿山のうち凶徒の立つところとして西山口の加治□坂を挙げて「昔立烏帽子在所辺也。件立烏帽子崇神社者、鈴鹿姫坐。路頭之北辺也」と注している。ここでは盗賊の名前が立烏帽子であり、鈴鹿姫はその盗賊が崇敬した社の女神として現れる。同時代に記された『古今著聞集』と違い、『弘長元年公卿勅使記』には立烏帽子を女性とした描写は残っていない。
延文から応安頃に成立した『異制庭訓往来』では、本朝の強盗の張本として藤原保昌の舎弟である藤原保輔とともに鈴鹿山の立烏帽子が記されている。

### 坂上田村麻呂との結びつき
南北朝時代以後、鈴鹿山の麓にある坂下では伊勢参宮の盛行を受けて宿場が整備され、往来の増加する中で、旅人を守護する存在として鈴鹿姫＝立烏帽子として認識されるようになっていく。盗賊立烏帽子と女神鈴鹿姫が同一視され、坂上田村麻呂の英雄譚に組み込まれるのは室町時代に入ってからと考えられる。
14世紀に成立した『太平記』では、源家相伝の鬼切の剣の由来を語る場面で、田村麻呂が鈴鹿御前と戦ったおりの剣が鬼切であり、やがて田村麻呂は鬼切を伊勢神宮に奉納、その後は源頼光に伝えられたとの一節があり、鬼切の剣を介して田村麻呂から頼光への武器継承の説話が創造された。御伽草子の世界は『太平記』での鬼切の剣の由来を語る場面を元にして、『田村の草子』では鈴鹿御前と田村将軍の剣あわせの場面に受け継がれ、また酒呑童子説話においても血吸の剣の由来として脚色されつつ引用された。
応永25年（1418年）の征夷大将軍・足利義持の伊勢参宮に随行した花山院長親が著した『耕雲紀行』に、当時の鈴鹿山の様子が記されており、「その昔勇力を誇った鈴鹿姫が国を煩わし、田村丸によって討伐されたが、そのさい身に着けていた立烏帽子を山に投げ上げた。これが石となって残り、今では麓に社を建て巫女が祀るという」と、この頃には鈴鹿御前と坂上田村麻呂伝説が融合していたことがうかがえる。

### 鈴鹿社と田村社

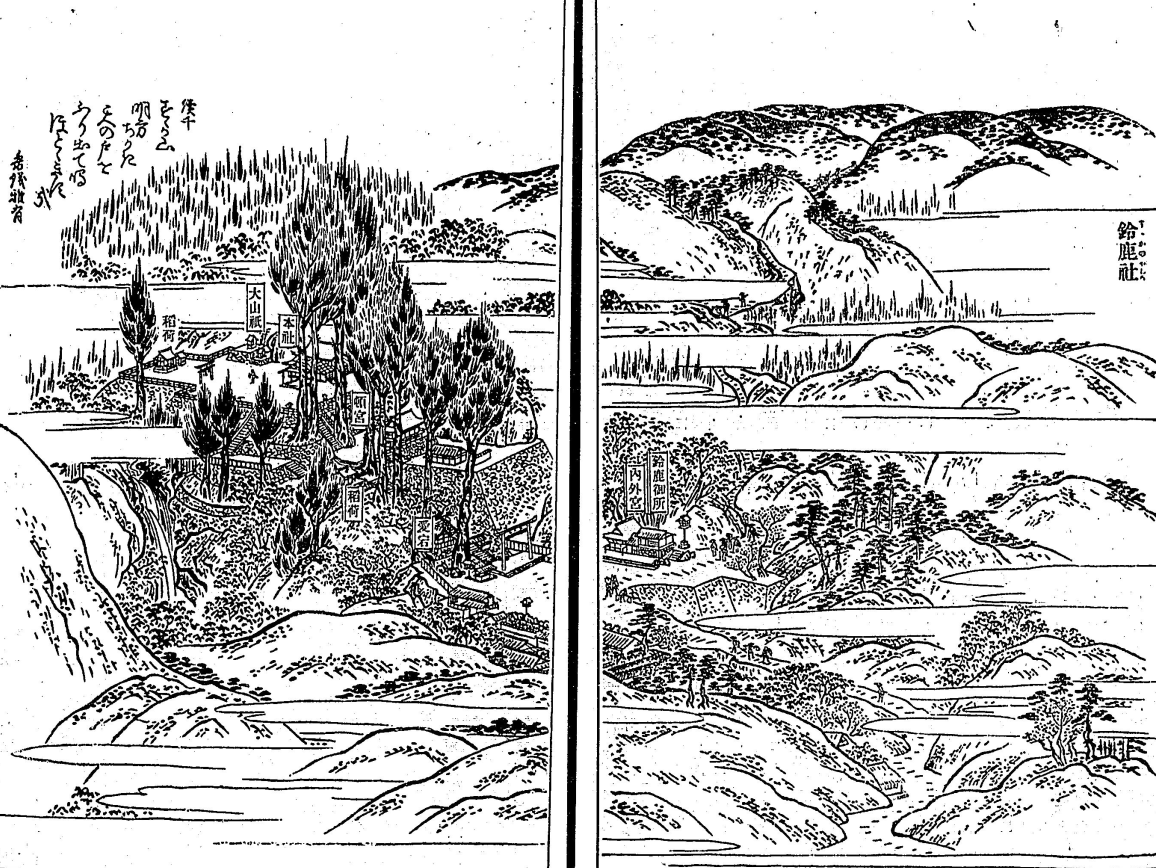
東海道名所図会「鈴鹿社」

鈴鹿峠には式内社の片山神社（鈴鹿大明神）が、西麓の土山には田村神社が祀られている。『伊勢参宮名所図会』の「鈴鹿山」には、鈴鹿峠の鏡岩を挟んで伊勢側に鈴鹿神社が、近江側に田村明神が描かれ、「鈴鹿神社には片山神社、縣主の神社といった別名があった」と解説文に書かれている。
奈良絵本『すずか』には次のような一節がある。
鈴鹿大明神は道祖神の性格を持っていたことが窺える。片山神社付近では祭祀用の小皿も多く出土していることから、鈴鹿峠を往来する旅人によって旅の安全を祈願して手向けられた峠神祭祀の遺跡と推定されている。
鈴鹿峠の鏡石（鏡岩）は磐座としての性格を持ち、京と丹波の境に位置する愛宕山の勝軍地蔵菩薩と同様に、田村将軍を将軍塚（将軍地蔵）とみなして祀ることで、鈴鹿権現と一対になった塞の神信仰が古くから存在していた。この信仰が後に田村語りとして室町物語『鈴鹿の物語（田村の草子）』『立烏帽子』や奥浄瑠璃『田村三代記』で坂上田村丸を夫とし、共に高丸や大嶽丸など共に鬼神退治をする物語が編み出された。
鈴鹿姫への信仰は江戸時代まで続き、延享3年（1746年）の明細帳（徳川林政史研究所蔵）では坂下宿の氏神を鈴鹿大明神とし、幕府代官や伊勢亀山藩主の寄進を受けている。
当時さまざまな説が流布していたらしく、万治2年（1659年）ごろの成立とされる『東海道名所記』では、鈴鹿御前が天せう太神（天照大神）の御母と言いならわされていたことを記している。『勢陽雑記』には鈴鹿御前は天照大神の乙姫也という伝承が載る。
寛政9年（1797年）刊『東海道名所図会』では、 土山田村神社は神宝として田村将軍像や鈴鹿御前像を有し、祭神を将軍田村麿・嵯峨天皇・鈴鹿御前としている。現在は主祭神を坂上田村麻呂公・嵯峨天皇・倭姫命としているが、江戸時代には鈴鹿御前と倭姫命が同一視されていた様子を窺える。
内藤正敏は、鈴鹿御前や立烏帽子が田村麻呂の鬼退治の勝敗の鍵を握るのは鬼神と天女という両義的な性格をもち、天皇の祖神を祀る伊勢神宮のある伊勢国と平安京の境界の鈴鹿峠の神だからだろうとしている。

## 伝説の概要
文明18年（1486年）に記された『壬生家文書』「坂上田村麻呂伝勘文」の田村すずゞかの物語の勘文から、この頃には室町物語『鈴鹿の物語（田村の草子）』が成立していたことが判明している。お伽草子『立烏帽子』は「立烏帽子は近江国鈴鹿山の池中の三島（蓬萊・方丈・瀛州）に御殿を造って住む女盗賊で、悪鬼悪黒王の妻であったが、討伐に来た田村の五郎利成と矢文を交わして計略により悪黒王を討たせ、田村とめでたく結ばれた」という梗概である『立烏帽子』は能『田村』から発展したものか、『鈴鹿の草子』の別伝として独立したものか定かではない。
現在一般に流布する鈴鹿御前の伝承は、その多くを室町時代後期に成立した『鈴鹿の物語(田村の草子)』や、江戸時代に東北地方で盛んであった奥浄瑠璃の演目『田村三代記』の諸本に負っている。写本や刊本はそれぞれ本文に異同が見られ、鈴鹿御前の位置づけも異なる。諸本は大別すると2種類あり、鈴鹿御前と田村丸が戦いを経て結婚し共に鬼退治をしたとする「鈴鹿系（古写本系）」と、田村丸の助力をするために天下った鈴鹿御前が田村丸と結婚し共に鬼退治をしたとする「田村系（流布本系）」に分かれたとされる。ただし、この分類法には異論・慎重論もある。

### 鈴鹿系（古写本系）
室町時代後期の古写本では、鈴鹿御前は都への年貢・御物を奪い取る盗賊として登場し、田村の将軍俊宗が討伐を命じられる。ところが2人は夫婦仲になってしまい、娘まで儲ける。紆余曲折を経るが、俊宗の武勇と鈴鹿御前の神通力によって悪事の高丸や大嶽丸といった鬼神は退治され、鈴鹿御前は天命により25歳で死ぬものの、俊宗が冥土へ乗り込んで奪い返し、2人は幸せに暮らす、というのが大筋である。鈴鹿山中にある金銀で飾られた御殿に住む、16～18歳の美貌の天人とされる。十二単に袴を踏みしだく優美な女房姿だが、田村の将軍俊宗が剣を投げるや少しもあわてず、立烏帽子を目深に被り鎧を着けた姿に変化し、厳物造りの太刀をぬいて投げ合わせる武勇の持ち主である。俊宗を相手に剣合わせして一歩も引かず、御所を守る十万余騎の官兵に誰何もさせずに通り抜ける神通力、さらには大とうれん・しょうとうれん・けんみょうれんの三振りの宝剣を操り、「あくじのたか丸」や「大たけ」の討伐でも俊宗を導くなど、田村将軍をしのぐ存在感を示す。また、情と勅命との板挟みとなった俊宗の立場を思いやる、娘の小りんに対して細やかな愛情を見せるなど、情愛の深い献身的な女性として描写されている。

### 田村系（流布本系）
いっぽう流布本『田村の草子』の祖本となる寛永ごろの古活字本では、鈴鹿山で往来を妨げたのは鬼神大たけ丸となっており、鈴鹿御前は山麓に住む天女とされる。立烏帽子の盗賊・武装のイメージは薄れ、烏帽子は着けず、玉の簪をさし水干に緋袴という出で立ちである。鈴鹿御前は俊宗と契りを交わし、言い寄る大たけ丸から大とうれん・小とうれんの剣を騙し取ってその討伐に力を貸す。

## 奥浄瑠璃版
御伽草子『鈴鹿の草子』、室町時代物語『田村の草子』、古浄瑠璃『坂上田村丸誕生記』などと同じ系統に属する奥浄瑠璃『田村三代記』にも登場する。ただし、『鈴鹿の草子』に見られる登場人物の微妙な心理や葛藤の描写は省かれ、鬼神退治の活劇を主とする内容となっている。
鈴鹿御前の名は最初は「立烏帽子」と呼ばれる天竺より鈴鹿山に降臨した第六天魔王の娘とするが、田村将軍との婚姻後は「鈴鹿御前」と呼ばれる。日本を魔国とするための同盟者を求めて奥州の大嶽丸に求婚するが返事はなく、やがて田村将軍と夫婦となる。その後、共に高丸や大嶽丸を退治する話は概ね共通している。運命により25歳で田村将軍と娘に三明の剣を託して亡くなるも、田村将軍が閻魔大王へ訴えて生き返った。103歳で大往生を遂げた鈴鹿御前の遺体は白蛇が迎えに来て紫雲と共に運ばれて鈴鹿山にて清瀧権現として現れた。

## 物語の影響
鈴鹿御前＝立烏帽子にまつわる物語は、その舞台となった土地に浸透し、鈴鹿山周辺の鏡岩・旧田村社・片山神社・土山の田村神社などの伝承に足跡を残した。
東北地方においても『田村三代記』の影響を受けて各地の社寺縁起や本地譚など坂上田村麻呂伝説に取り入れられた。奥州七観音の由来では、奈良県桜井市初瀬にある長谷寺の霊験譚が記された鎌倉時代前期の仏教説話集『長谷寺霊験記』に鈴鹿御前は登場しないが、仙台藩が安永年間（1772年 - 1781年）にまとめた『風土記御用書出』の「華足寺書上」に「田村将軍様奥州七ヶ所観音御建立由来之事」には鈴鹿御前が登場することから、お伽草子『鈴鹿の物語(田村の草子)』など物語の影響が見られる。宮城県白石市に鎮座する田村神社でも主祭神として坂上田村磨と鈴鹿神女が夫婦で祀られている。

## 人物
鈴鹿御前は、百間構えの屋形に住んでいたという。
奥浄瑠璃『田村三代記』では、表の庭に清水を流し、五色の山池の渚には黄赤白の花が咲き乱れ、池の上には金剛瑠璃の橋が架かり、擬宝珠高欄に銀の歩みの板を渡している。奥には十二の門が立ち、金銀の砂が敷かれた庭を歩けばりんりんからりんと音が響く。屋形は七宝の柱巻、桁、梁に至るまで金銀が鏤められ、雲間縁や高麗縁の畳が敷かれている。床違棚には金銀の香炉、欄射や浮舟の名香の煙が立ち上ぼり、格天井に横打ち返され、その光景は極楽世界のようである。
奥の部屋は、東には春霞たなびく花盛り、鶯は軒端の梅に羽を休め、妙の一字を囀ずる春の季節が描かれている。南には卯の花や牡丹・芍薬が咲き、池の小鳥や橋の下にはうつぼ舟や釣の船が朱や錦の糸にて繋がれている夏の季節が、西には誰れ松虫や鈴虫が声優しくも音信れて淋しさ勝る秋の暮が描かれている。北には積もれる雪に白兎の物欲しげにすくみたる冬の季節が描かれ、部屋は四季の光景に飾られている。
遥か向こうには十二単衣の装束に紅の袴を着た鈴鹿御前が、瑠璃の卓に寄り掛かって学問をしている。纐纈の袋に琴を入れて右手に置き、三明の剣を左手に飾って置いている。

## 地方伝説

### 岩手県

#### 岩手山
岩手県の最高峰である岩手山は、田村丸が山頂にある鬼ヶ城に棲んだ鬼を退治したたころで、のちに田村丸が岩鷲大夫権現（岩鷲山大権現）として現れ、烏帽子岳（乳頭山）は田村丸の妻である立烏帽子神女が、姫神山は2人の間に産まれた松林姫が現れたとされている。これら伝承は旧仙台藩や北上川流域を中心に語られていた奥浄瑠璃『田村三代記』の影響から発生した伝説ではなく、南部氏が盛岡に本拠を構えた近世初頭に古浄瑠璃を下にした本地譚が創出されて成立した伝説と考えられている。

#### 遠野三山
岩手県遠野では、坂田村麻呂が東征の時に奥州に国津神の後胤という「玉山立烏帽子姫」という女神がおり、その美貌から夷の酋長大岳丸に言い寄られるも応じることはなかった。田村麻呂は勅使を奉じて東北の地に下だり、この立烏帽子姫の案内によって蝦夷を討伐し、頭領である大岳丸を岩手山で討ち取った。立烏帽子姫は田村麻呂と夫婦の契りを結び田村義道と松林姫の一男一女を産んだ。義道は奥州安倍氏の祖であり、松林姫はお石、お六、お初の三女を産んだ。お石は守護神である速佐須良姫の御霊代を奉じ石上山に登った。お六は速秋津比売の御霊代を奉じ六角牛に登った。お初は瀬織津比咩を奉じ早池峯に登ったという。

### 宮城県
宮城県白石市に鎮座する田村神社では鈴鹿神女として夫である坂上田村麻呂と共に祀られている。田村将軍が東征の際に悪路王や赤頭という荒土や丹砂を塗って化けた妖魁を鈴鹿御前の援助で討伐したのでこの地に2人を祭祀した。

### 秋田県
天明5年（1785年）湯沢に滞在した菅江真澄が土地の老人から聞いた話では、松岡の切畑山（現秋田県湯沢市内）にあくる王という鬼がおり、その妻「立烏帽子」は鬼の術で夜ごと鈴鹿山から通っていたが、夫婦ともに田村利仁に斬られたという。『田村三代記』の登場人物である田村利仁としていることから、『田村三代記』が語られた江戸時代以降に創出されて成立した伝説と考えられる。

### 三重県・和歌山県
紀伊半島南部に位置する熊野では『紀州熊野大泊観音堂略縁起』に「鬼神魔王が蜂起して日本で人々を殺害し困らせたため、平城天皇が坂上田村麻呂に鎮定を命じた。田村麻呂は伊勢鈴鹿から出陣して凶徒を退治するものの、討ち漏らしたものたちが熊野へ逃げて深山幽谷に身を隠した。八鬼山、九鬼、三木などで敵を討つものの鬼王はしぶとく逃れて、行方がわからなくなった。田村麻呂は高山に登って「立烏帽子」を心に念じ一心に祈ると、雲の中で天女が南の海辺の岩屋（鬼ヶ城）に悪鬼（金平鹿）が隠れていると告げて消えた」と田村麻呂の手助けをしている。

### 京都府
京都祇園祭の山鉾のひとつ「鈴鹿山」は、鈴鹿御前が「悪摩」、あるいは鈴鹿山の鬼「立ゑぼし」を退治した伝承に基づくという。この故事にちなんで鈴鹿権現（瀬織津姫尊）を祀り、金の烏帽子に大長刀を持つ女人の姿であらわしている。

## 鈴鹿御前が登場する作品

### 楽曲
- 日本のロックバンド、Kagrraのスタジオアルバム『［gozen］』

### アニメ・漫画・コンピュータゲーム
- ゲーム『桃太郎伝説』シリーズ（ハドソン）
- ゲーム『ONI零～復活』（パンドラボックス） - 彼女をモデルにした「鈴鹿」というキャラが登場する。武器も同様に大通連。
- ゲーム『Fate』シリーズ（TYPE-MOON） - 初出は漫画『Fate/EXTRA CCC FoxTail』。
- ゲーム『式姫Project』シリーズ（アピリッツ）
- ゲーム『仁王２』DLC第三弾「太初の侍秘史」 - 妖である鈴鹿御前、また妖に転じた女盗賊の立烏帽子が別で登場する。
- 漫画およびアニメーション『鬼切丸』
- ゲーム及びアニメーション『薄桜鬼』 - 千姫（鈴鹿御前の末裔）
- ゲーム及びアニメーション『ペルソナ4』 - 里中千枝の覚醒後ペルソナ『スズカゴンゲン』
- スマホアプリゲーム『東京放課後サモナーズ』のスズカ
- ゲーム『神咒神威神楽』（light）- 彼女をモデルにした「久雅竜胆鈴鹿」というメインヒロインが登場する。彼女は宮仕えの高位武家・貴人たちの間では（作中の五大武家の筆頭の当主ということもあってか）「烏帽子殿」と呼ばれ、かつ『「坂上」の名を持つ益荒男（主人公）と結ばれる』『第六天魔王をモデルにした同作の邪神「第六天波旬」に縁ある者』『「天照」の神号を持つ女神の母となる』など、諸々の鈴鹿御前伝承の要素がふんだんに組み込まれている。
- YouTubeアニメ『憑かれた俺と黒神心霊相談所』‐彼女をモデルにした「鈴鹿御前」というキャラが登場する。

### 原典
1. ↑  『今昔物語集』 巻二十九 第三十六 「於鈴香山蜂螫殺盗人語」
2. ↑  一巻本『宝物集』
3. ↑  半井本『保元物語』中巻「白河殿へ義朝夜討ちに寄せらるる事」
4. ↑  御成敗式目追加法「関東御教書」延応元年七月廿六日付「鈴鹿山并大江山悪賊事」
5. ↑  『古今著聞集』巻第十二「検非違使別当隆房家の女房強盗の事露見して禁獄の事」
6. ↑  『太平記』 巻三十二 直冬上洛事付鬼丸鬼切事